# Dal segno al Fine
Италијанска ознака Dal segno al Fine значи од знака до краја (скраћено D.S. изговара се дал сењо, значи од знака). 
Када се у композицији нотни текст одсвира до ознаке Dal segno al Fine (или D.S. al Fine, или само D.S.), враћа се на знак (тзв. сењо)  и свира се од тог места до места на којем пише Fine (kraj).
Следећи нотни пример речено илустрије:

D.S. al Fine (Dal segno al Fine) је скраћеница или абревијатура у нотном писању која музичару троструко помаже:
1. штеди време (не мора два пута исти нотни текст да се пише),
2. штеди простор (јер се не нотира два пута исто),
3. визуелно поједностављује нотни текст.